# Мария Грипе
Мария Грипе (на шведски: Maria Gripe) е шведска писателка, авторка на произведения в жанра литература за деца и юноши.

## Биография и творчество
Мария Кристина Грипе, с рожд. име Мая Стина Валтер, е родена на 25 юли 1923 г. във Ваксхолм, Швеция. Когато е на пет години семейството ѝ се мести в Йоребру, където учи в девическо училище. Тя го напуска и завършва като частен ученик в Стокхолм. В периода 1944 – 1945 г. учи философия и история на религията в университета в Стокхолм, но не завършва. За кратко работи в управлението на морската администрация.
През 1946 г. се омъжва за художника Харалд Грипе. През 1947 г. ражда дъщеря си Камила и става домакиня. В по-голямата част от живота си живее в Нюшьопинг. Съпругът ѝ е илюстратор на голяма част от произведенията ѝ.
Дебютира в литературата през 1954 г. Първите ѝ произведения са приказки под влиянието на фолклора. Успехът ѝ идва с книгите „De små röda“ (Малко червено) и „Josefin“ (Жозефин), с които утвърждава собствения си стил. В следващите си книги разглежда темите за търсене на собствената идентичност и ролята на детето в заобикалящия го свят. По-късните ѝ книги са белязани със свръхестествени и мистични елементи.
За произведенията си е удостоена с различни награди, като през 1974 г. получава медала „Ханс Кристиан Андерсен“.
Част от произведенията ѝ са екранизирани във филми и телевизионни сериали.
Мария Грипе умира след продължителна деменция на 5 април 2007 г. в старческия дом в Рюнинге, община Салем, Швеция. Дъщеря ѝ Камила Грипе също е детска писателка.

## Произведения
- I vår lilla stad (1954)
- När det snöade (1955) – с Харалд Грипе
- Kung Laban kommer (1956) – с Харалд Грипе
- Kvarteret Labyrinten (1956)
- Sebastian och skuggan (1957) – с Харалд Грипе
- Stackars lilla Q (1957) – с Харалд Грипе
- Tappa inte masken (1959)
- De små röda (1960) – с Харалд Грипе
- Josefin (1961) – с Харалд Грипе
- Pappa Pellerins dotter (1963) – с Харалд Грипе
- Glasblåsarns barn (1964)
Къщата на желанията, изд.: ИК „Хермес“, София (2000), прев. Румяна Любенова
- I klockornas tid (1965) – с Харалд Грипе
- Landet utanför (1967) – с Харалд Грипе
- Nattpappan (1968) – с Харалд Грипе
Нощният татко, изд.: „Отечество“, София (1981), прев. Павел В. Стоянов
- Glastunneln (1969)
- Tanten (1970)
- Julias hus och nattpappan (1971) – с Харалд Грипе
- Den gröna kappan (1974)
- Ellen, dellen (1974)
- Den riktiga Elvis (1976) – с Харалд Грипе
- Att vara Elvis (1977) – с Харалд Грипе
- Tordyveln flyger i skymningen (1978)
- Agnes Cecilia – en sällsam historia (1981)
Агнес Сесилия – една тайствена история, изд.: „Емас“, София (2014), прев. Ева Кънева
- Skuggan över stenbänken (1982) 
Сянката над каменната пейка, изд.: „Емас“, София (2015), прев. Ева Кънева
- …och de vita skuggorna i skogen (1984) 
... и белите сенки в гората, изд.: „Емас“, София (2016), прев. Ева Кънева
- Godispåsen (1985) – с Харалд Грипе
- Skuggornas barn (1986)
- Boken om Hugo och Josefin (1986) – с Харалд Грипе
Книга за Хюго и Юсефин, изд.: „Емас“, София (2012), прев. Ева Кънева
- Skugg-gömman (1988)
- Hjärtat som ingen ville ha (1989) – с Ханс Арнолд
- Tre trappor upp med hiss (1991)
- Eget rum (1992)
- Egna världar (1994)
- Annas blomma (1997)

### Серия „Хюго“ (Hugo)
1. Hugo och Josefin (1962) – с Харалд Грипе
2. Hugo (1966) – с Харалд Грипе

### Серия „Елвис“ (Elvis)
1. Elvis Karlsson (1972) – с Харалд Грипе
Елвис Карлсон, изд.: „Отечество“, София (1988), прев. Анюта Качев
2. Elvis, Elvis (1973) – с Харалд Грипе
3. Bara Elvis (1979) – с Харалд Грипе

### Екранизации
- 1967 Hugo och Josefin – по книгата
- 1976 Elvis! Elvis!
- 1979 Trolltider – ТВ сериал, 24 епизода, сценарист
- 1989 Flickan vid stenbänken – ТВ сериал, по книгите „Сянката над каменната пейка“, „... и белите сенки в гората“ и „Skuggornas barn“
- 1991 Agnes Cecilia – En sällsam historia – по „Агнес Сесилия – една тайствена история“, сценарий
- 1991 Dockorna i spegeln
- 1998 Glasblåsarns barn – по „Къщата на желанията“